# REC 3: Gènesi
REC 3 Gènesi (títol original en francès: REC 3 Génesis; estilizat: [•REC]³: Génesis) és el tercer lliurament de la saga REC. Escrita per Luis Berdejo i dirigida per Paco Plaza, un dels dos directors de les anteriors pel·lícules, que en aquesta ocasió treballa en solitari. Va ser estrenada el 30 de març de 2012 en Espanya amb més dates d'estrena internacional a seguir. Els successos de la pel·lícula tenen lloc abans (les noces i la recepció en el convit), durant (el ball i la propagació del virus) i després (el retrobament dels nuvis i el desenllaç de la pel·lícula). A més, la tercera part allunya als successos de les primeres dos lliuraments, sent la seqüela paral·lela de [•REC] i [•REC]². Ha estat doblada al català.

## Rodatge
El 10 d'abril el 2011 es va donar inici al rodatge de la pel·lícula i va acabar el 20 de maig de 2011. La postproducció va començar el 23 de maig de 2011. Produïda per Julio Fernández per a Filmax i protagonitzada per Leticia Dolera i Diego Martín. El guió va estar a càrrec de Luis Berdejo (guionista també de [•REC]) i el propi Paco Plaza. El rodatge va tenir una durada de 7 setmanes, a Barcelona.
Aquest tercer lliurament ja ha estat venuda a més de vint països com ara: Perú, Argentina, Estats Units, França, Anglaterra, Alemanya, Portugal, Grècia, Brasil, Xile, Mèxic, Orient Mitjà, Japó, Austràlia i Nova Zelanda..

## Argument
La pel·lícula comença amb una pantalla de menú d'un DVD sobre la noces de dues persones: Koldo i Clara. Després s'inicia una seqüència de fotos biogràfiques dels nuvis, i alhora s'escolta com a música de fons la cançó Gavilán o paloma (interpretada per Pablo Abraira). A partir del següent tall comença la filmació fora de l'església, uns moments abans de les noces. Qui filma principalment és Adrián, el cosí de Koldo; i també es troba filmant un documentalista contractat anomenat Atún; a més es presenten alguns vídeos curts gravats per altres convidats de les noces per les seves diverses càmeres de telèfons mòbils i càmeres digitals. Posteriorment a la cerimònia religiosa, la filmació es desplaça a la recepció, al jardí d'una gran mansió, on els convidats són portats per mitjà d'autobusos xàrter. A través de l'enregistrament es va coneixent a poc a poc als convidats i familiars dels nuvis. Entre ells destaca un home amb una ferida a la mà dreta de nom Víctor, el qual és l'oncle del nuvi, narra a la cambra que no se sent del tot bé pel fet que va ser mossegat per un gos que de sobte es va tornar massa agressiu en la clínica veterinària on treballa (Referència al gos "Max", la mascota de Jennifer en la primera pel·lícula).
Més tard, tots els convidats estan en la festa de les noces; mentrestant Adrián grava una entrevista en l'exterior del saló a un home caracteritzat de "John Esponja" (personatge basat en Bob Esponja, amb un altre nom per a evitar conflictes pels Drets d'Autor). Durant l'entrevista es pot veure a l'oncle Víctor com comença a mostrar símptomes inusuals, com ara vòmits. Adrián també capta persones alienes a la festa, homes en vestits especials i una patrulla de policia, investigant l'àrea, al que tots donen per fet que es tracta d'una fumigació. De tornada a l'interior, mentre que tothom està ballant, Víctor (aparentment embriac) se senti sobre el barandal que se situa en un segon pis del saló, tots li criden que es baixi però de sobte cau sobre una taula de la pista. La seva dona s'acosta per a ajudar-ho a aixecar-se, però aviat es desperta i la mossega. Posteriorment vomita sang sobre Paloma. De sobte, més i més infectats arriben a la pista de ball, i enmig del caos, Koldo i Clara se separen l'u de l'altre de manera circumstancial. Koldo acaba amb Adrián, Atún, la germana menor de Clara i una altra persona (qui posteriorment es descobreix és un inspector de la SGAE) en una cuina. Koldo li pregunta a Tonyina per què està filmant i destrueix la càmera. A partir de llavors la pel·lícula canvia a un format amb càmera cinematogràfica, deixant de costat el de "Càmera en mà".
Koldo i el grup comencen a pensar en una manera per a escapar. Ells descobreixen unes reixetes de ventilació, però com a Tonyina és massa gros no pot escapar amb ells. Quan aconsegueixen sortir al pati han de fer-se camí entre els infectats que a aquestes altures estaven envaint tot el lloc. A continuació, troben un cotxe de la policia. Koldo descobreix a un policia mort a l'interior del vehicle i després és atacat per Paloma. Adrián i l'altre l'ajuden a matar-la, no obstant això l'home és mossegat per l'oficial de policia que desperta. Adrián, Koldo i la nena, busquen refugi en una capella on altres supervivents s'han reunit. Els infectats no poden entrar pel aigua beneïda al voltant de la zona. Clara llavors parla per mitjà dels altaveus sabent Koldo està a l'escolta i li diu que està bé i revela que està embarassada (alguna cosa que ella volia dir-li abans). Animat, Koldo presa una maça amb pues, es posa un vestit de cavaller (la cambra tenia una espècie d'altar en honor de Sant Jordi) i al costat d'un altre supervivent van a la recerca de Clara, mentre els altres van als autobusos.
Mentrestant, Clara juntament amb el sacerdot s'amaguen a la sala de control central. Una vegada allí, el sacerdot afirma que "és massa aviat". Clara li pregunta què vol dir amb això. El sacerdot es refereix al "Gènesi" i parla de la naturalesa dels dimonis. Poc després que una horda de persones infectades comencen a colpejar les finestres tractant d'entrar a l'habitació, Clara i el Sacerdot aconsegueixen escapar. Clara troba a Rafa i a Natalie, l'amiga de Clara. Posteriorment el grup continua i maten a més infectats. En un mirall, el reflex de dues infectades mostra el que en realitat són, els reflexos de la Nena Medeiros (el que significa que el dimoni està controlant als infectats). Llavors el Sacerdot crida "és ella, el Pare Albelda tenia raó" i els combat resant una oració, aconseguint immobilitzar-los i deixar-los inofensius, amb el qual la resta aprofita per escapar.
Mentrestant, Koldo es troba a la sala de control i és testimoni de com Adrián, Tita i els supervivents de la capella són atacats pel nou infectat. En les pantalles frontal i darrere d'ell s'observa un informe de notícies sobre la quarantena en un edifici, la qual cosa revela que els esdeveniments d'aquesta pel·lícula s'estan produint en coincidència amb els de les dues primeres pel·lícules. Koldo surt de nou a la pista de ball i observa tot buit.
Clara, Rafa i Natalie troben a "John Esponja" l'artista que entretenia als nens, i tracten d'escapar cap a l'exterior, però Natalie és atacada per un infectat. Una vegada fora, Clara es troba cara a cara amb la seva mare infectada, i la veu morir, ja que Jon li dispara amb un rifle. Comencen a arribar més infectats, aconsegueixen Jon. En aquest moment Rafa i Clara entren a un túnel. Amb l'oportunitat de sortir fora de la casa, Rafa insisteix que es vagin, però Clara es nega a anar-se’n sense Koldo. Rafa suggereix que si ell estigués viu ja hagués donat algun tipus de senyal, en aquest moment Koldo puja el volum de la cançó Gavilán o paloma. Clara llavors s'adona que està viu i decideix anar per ell, agarra una motoserra i buscarà a Koldo amb Rafa.
Koldo torna a la cuina i troba al documentalista Atún mort, encara que s'adona que no ha estat infectat sinó que es va suïcidar tallant-se les venes. L'oncle Víctor apareix per darrere i l'ataca, i després d'una intensa lluita Koldo aconsegueix matar-lo. Després mira al seu costat i veu una espasa, amb la qual havien partit el pastís de nuvis anteriorment i l'agafa.
Clara i Rafa van caminant pels túnels i senten que s'acosten infectats, Rafa diu a Clara que s'apurin però aquesta té una altra cosa en ment i diu "Avui és el meu dia" i es llança sobre els infectats amb la seva motoserra a barallar. A partir d'aquí, la núvia es dedica a llescar posseïts al ritme de la cançó Eloise de Tino Casal, partint el cap d'una i tallant per la meitat a un altre, però durant el frenesí de sang i crits Rafa és mossegat. Clara ho ha de matar abans que estigui completament infectat i el decapita amb la motoserra. Mentre ella continuava corrent pels túnels, Koldo aconsegueix sentir-la des de la cuina per la reixeta de ventilació que connectava amb el túnel, i li crida perquè l'escolti i l'ajuda a pujar a la cuina. Així es troben de tornada l'u a l'altre, a la fi, però de sobte una horda d'infectats entren en la cuina i es troben sense sortida. No obstant això l'horda d'infectats de sobte es detenen i romanen en el seu lloc, ja que el sacerdot intervé pel sistema de so de la cabina de control i comença a recitar el llibre del Gènesi de la Bíblia. Això els permet a Koldo i Clara posar-se fora de perill. En passar pel saló s'adonen que ja ha començat el dia i troben a tots els infectats immòbils, Clara li diu a Koldo: "És la nostra família", però Koldo respon amb tristesa: "Ja no és així". Passen al costat d'ells i surten a l'exterior.
Una vegada al pati, Koldo i Clara veuen a més infectats pertot arreu sense moure's, però al moment menys pensat l'avi de Koldo mossega a Clara a la mà. Koldo recorda que el seu avi és sord (per això no va sentir les oracions del pare i no es va immobilitzar com la resta dels posseïts). Clara s'adona que només li queda una sola opció per a poder salvar-se i li demana al seu espòs que li talli el braç amb l'espasa abans que la infecció arribi a tot el seu cos, Koldo accedeix i d'un cop precís li amputa el braç. Clara crida de dolor i continuen caminant cap a la sortida. En arribar a la porta gran de la sortida s'adonen que tot el lloc ha estat posat en quarantena (igual que l'edifici en REC) i s'adonen que fora hi ha bastants GEO, però de sobte Clara vomita sang, els ulls se li posen vermells i la seva pell es torna més pàl·lida. Koldo la mira i encara adonant-se que s'ha començat a transformar, l'agafa en braços i creua la porta gran. En sortir al carrer els GEO els comproven amb màquines i li diuen a Koldo que deixi en el sòl a Clara perquè ella està evidentment infectada, però ell no fa cas i li fa un petó just en el moment en què Clara és completament dominada pel virus i li mossega la boca, arrencant-li la llengua, després salta al sòl i crida sense control. Els GEO obren foc i els crivellen a tirs. Quan cauen a terra, Clara sent posseïda s'adona que morirà i amb les seves últimes forces pren la mà de Koldo, Koldo fa el mateix amb Clara i tots dos moren agafats de les mans, acabant dramàticament la pel·lícula.

## Repartiment
| Interpreta           | Personatge            |
| -------------------- | --------------------- |
| Leticia Dolera       | Clara                 |
| Diego Martín         | Koldo                 |
| Jana Soler           | Tita                  |
| Àlex Monner          | Adrián                |
| Ismael Martínez      | Rafa                  |
| Claire Baschet       | Natalie               |
| Emilio Mencheta      | Víctor                |
| Xavier Ruano         | Cura                  |
| Itziar Castro        | Paloma                |
| Rosa Chevalier       | Amparo                |
| Ana Isabel Velasquez | Wendy                 |
| Blai Llopis          | Quiquín               |
| Paco Moreno          | Charly                |
| Carme Contreras      | Amelia                |
| Antonio Barroso      | Pequeñín              |
| Aitor Legardón       | Amic de Rafa          |
| Charlotte Vega       | Dama d'honor 2        |
| Mireia Ros           | Menchu                |
| Carla Nieto          | Rebeca Viñas          |
| Javier Botet         | Niña MedeirosRecepció |

Abans de ser llançat als cinemes el film va rebre crítiques per Jefferson Yañez en la qual destaca: «Concloent, i amb ànim d'exorcitzar el recel dels desconfiats, aquestes peculiars noces no han suposat el divorci entre els seus directors, més aviat una separació de béns on l'única beneficiada és “REC”, un títol a qui les majúscules li continuen escaient com un guant. Amb aquest “Gènesi”, Paco Plaza demostra que “REC” és molt més que una reportera escapant de monstres per un edifici, i que el seu univers pot continuar expandint-se com una deliciosa infecció. Ja només pels dos puntassos que es guarda prop del final val la pena.
La pel·lícula va rebre crítiques mixtes, en la seva majoria positives, la pàgina Almas de Sustos, va donar a la pel·lícula un 85 sobre 100. Samuel Valderas Álvarez va comentar: «[REC]3: Gènesi és un tercer lliurament més que acceptable, superior a [REC]² en alguns aspectes, però no crec que sigui la pel·lícula tan posada pels núvols que es llegeix per aquí al llarg d'aquesta setmana amb les passades prèvies, etc. Té els seus moments molt interessants, com els comentats últims 20 minutos de salvatgisme, els personatges còmics, el muntatge en general de tota la pel·lícula; però en canvi té uns altres en els quals pot pecar com les excessives? bromes, l'exagerada història d'amor, o el ser més valent en les escenes gores, encara que en general estan bé.
Malgrat tot, altament recomanable.» Pel seu costat el crític espanyol Carlos Martínez va redactar una crítica en la qual destaca... «Si es valora com a comèdia, els acudits són divertits, amb crítiques a sectors de la societat espanyola, i que ens faran passar una molt bona estona. Però repeteixo que, si us plau, l'espectador vagi mentalitzat que es troba davant una pel·lícula en la qual no rebrà la dosi de terror que espera.»

## Premis
57a edició dels Premis Sant Jordi de Cinematografia
| Categoria     | Nominats       | Resultat   |
| ------------- | -------------- | ---------- |
| Millor actriu | Leticia Dolera | Guanyadora |

XXII Premis Turia
| Categoria     | Nominats       | Resultat   |
| ------------- | -------------- | ---------- |
| Millor Actriu | Leticia Dolera | Guanyadora |

## Estrenes
L'estrena va ser en Espanya el 30 de març de 2012. En França, Bèlgica e Indonèsia es va estrenar el 4 d'abril, en Mèxic el 13 d'abril, al Japó el 28 d'abril i al Regne Unit al maig.
| Europa                |              |
| 30 de març de 2012    | Espanya      |
| 4 d'abril de 2012     | França       |
| 4 d'abril de 2012     | Bèlgica      |
| 4 d'abril de 2012     | Indonèsia    |
| Amèrica del Nord      |              |
| 13 d'abril de 2012    | Mèxic        |
| Amèrica del Sud       |              |
| 19 d'abril de 2012    | Guyana       |
| Àsia                  |              |
| 28 d'abril de 2012    | Japó         |
| Europa                |              |
| 11 de maig de 2012    | Regne Unit   |
| Amèrica del Sud       |              |
| 13 de juliol de 2012  | Paraguai     |
| 21 de juliol de 2012  | Colòmbia     |
| 30 d'agost de 2012    | Xile         |
| Amèrica del Nord      |              |
| 7 de setembre de 2012 | Estats Units |
| 7 de setembre de 2012 | Canadà       |